# Зажицкий, Ежи

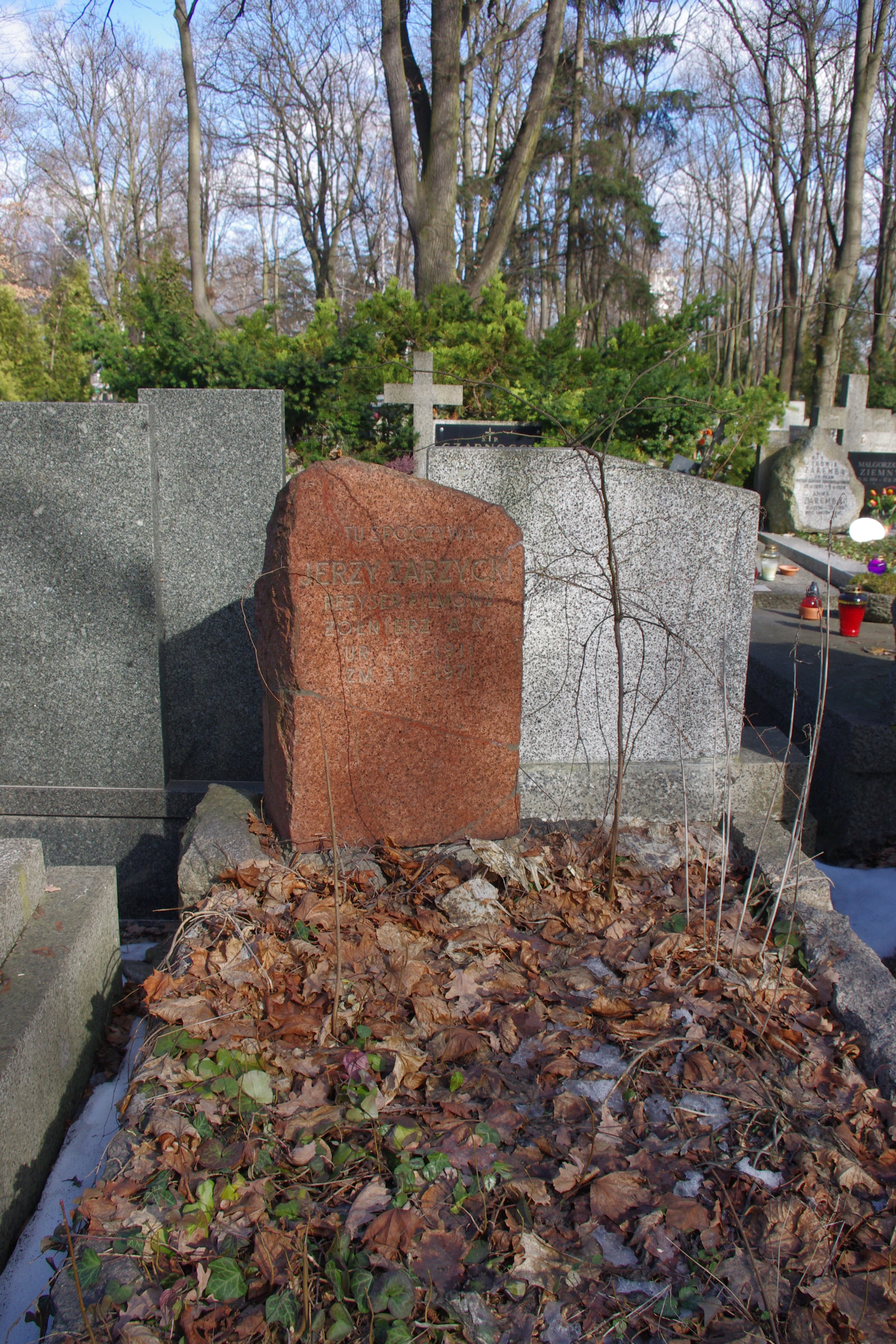
Могила Ежи Зажицкого на воинском кладбище Повонзки в Варшаве, Польша

Е́жи Зажи́цкий (пол. Jerzy Zarzycki, 11 января 1911 года, Лодзь — 2 января 1971 года, Варшава, Польша) — польский кинорежиссёр и сценарист.

## Биография
Закончил Варшавский университет. С 1935 года был членом Кооперации кинематографических авторов. С 1936 года стал снимать художественные фильмы. Был одним из основателей Общества любителей фильмов «Start». Осенью 1939 года съёмочная группа под его управлением принимала участие в обороне Варшавы. С 1942 года работал в подпольной кинематографической группе «Кинематографический Реферат Бюро информации и пропаганды» Армии Крайовой (псевдоним Pik). Во время Варшавского восстания снимал хронику.
С 1956 года по 1961 год работал в кинематографической студии «Syrena».
Скончался 2 января 1971 года в Варшаве и был похоронен на военном кладбище Повонзки.

## Избранная фильмография
- Ludzie Wisły (1938);
- Солдат королевы Мадагаскара (1939);
- Zdradzieckie serce (1947);
- Nawrócony (1947);
- Miasto nieujarzmione (1950);
- Uczta Baltazara (1954);
- Ziemia (1956);
- Zagubione uczucia (1957);
- Солдат королевы Мадагаскара (1958);
- Белый медведь (1959);
- Klub kawalerów (1962);
- Liczę na wasze grzechy (1963);
- Kochankowie z Marony (1966);
- To jest twój nowy syn (1967);
- Komedia z pomyłek (1967);
- Człowiek, który zdemoralizował Hadleyburg (1967);
- Zmartwychwstanie Offlanda (1967);
- В погоне за Адамом (1970).